# Lomanella thereseae
Lomanella thereseae is een hooiwagen uit de familie Triaenonychidae.